# جو أوير
جو أوير (بالإنجليزية: Joe Auer)‏ هو مالك فريق ناسكار ‏ أمريكي، ولد في 11 أكتوبر 1941 في ترنتون في الولايات المتحدة، وتوفي في 9 مارس 2019.

## وصلات خارجية
- جو أوير على موقع مرجع كرة القدم المحترفة.كوم (الإنجليزية)